# SOD1
 (mars 2017).
Si vous disposez d'ouvrages ou d'articles de référence ou si vous connaissez des sites web de qualité traitant du thème abordé ici, merci de compléter l'article en donnant les références utiles à sa vérifiabilité et en les liant à la section « Notes et références ».
La superoxide dismutase [Cu-Zn] aussi connue comme SOD1 est une enzyme ubiquitaire codée par le gène SOD1 situé sur le chromosome 21 humain. Elle appartient a la superfamille des superoxyde dismutases, et est impliquée dans les mécanismes de l'apoptose ainsi que dans la sclérose latérale amyotrophique.

## Structure et fonctionnement

### Structure globale
La SOD1 est un homodimère de 32kDa dont chaque monomère est formé de 153 acides aminés.

### Fonctionnement de l'enzyme
Le fonctionnement de SOD1 est basé sur l'interaction entre deux éléments : le cuivre (Cu2+), dont l'apport à l'enzyme est assuré par le chaperon Ccs1 (Copper Chaperone for SOD1) qui jouera le rôle de cofacteur catalytique pour l'enzyme ; et le zinc (Zn2+), qui interviendra dans la conformation de l'enzyme (ainsi, une carence en cuivre ou en zinc entraînera un manque de fonction de l'enzyme SOD1).
L'ion zinc est associé au sein de l'enzyme à un résidu aspartate (Asp) et à trois résidus histidine (His), dont l'un va permettre de former un pont histidine entre l'ion Zn2+ et l'ion Cu2+. Le superoxyde (O2-), substrat de l'enzyme, va se loger près du site actif par un phénomène électrostatique à travers un "entonnoir cationique". Le superoxyde va donner un électron au site actif, entraînant la rupture du pont histidine. Cet échange d'électron va engendrer un changement de conformation de l'enzyme, qui va faire s'éloigner l'ion cuivre de l'ion zinc. Lors de l'arrivée d'un second radical superoxyde au niveau du site actif, l'ion cuivre précédemment réduit en Cu1+ va être réoxydé en Cu2+, et l'électron échangé lors de la première étape va rejoindre la seconde molécule de superoxyde avec les deux protons, formant ainsi un peroxyde d'hydrogène (H2O2). La réaction peut se résumer par la formule :
{\displaystyle {\ce {2O2- + 2H+ -> H2O2 + O2}}}
L'ion H2O2 résultant sera ensuite pris en charge par la catalase, ou par la glutathion peroxydase selon l'environnement de l'ion.

## Fonctions physiologiques
Le fonctionnement de l'enzyme SOD1 lui confère un rôle d'antioxydant crucial dans la prise en charge des ions superoxyde, produit toxique du processus de respiration mitochondriale. Elle va ainsi assurer la dismutation de ces ions en provenance de l'espace intermembranaire mitochondrial, du cytosol ou encore des peroxysomes.
Elle va également être retrouvée dans le noyau des cellules où elle va agir comme un important facteur de transcription en réaction au stress oxydant. En effet, il a été retrouvé qu'en réponse à des concentrations élevées de H2O2, on va observer dans la cellule une relocalisation de SOD1 vers le noyau de la cellule.

## Physiopathologie

### Sclérose latérale amytrophique
Les souris dépourvues de SOD1 (Cu-Zn-SOD cytosolique) développent une grande quantité de pathologies parmi lesquelles le cancer du foie, une accélération de la perte de masse musculaire avec l'âge, une incidence précoce de la cataracte et une espérance de vie réduite.
Dans la Sclérose latérale amyotrophique (SLA) familiale, les patients présentent dans 20% des cas des mutations des gènes codants SOD1. Actuellement plus d'une centaine mutations sont connues. Pour permettre d'étudier la maladie, des modèles souris ont été développés avec des surexpressions de la protéine SOD1 humaine muté (Gurney et al, 1994) , et donnent un gain de fonction toxique à la protéine. Ces souris développent des symptômes assimilés à la SLA.

### Syndrome de Down
Le syndrome de Down est causé par la triplication du chromosome 21. La surexpression du gène SOD1 liée au chromosome 21 surnuméraire semble aboutir à une toxicité de l'enzyme au niveau de certains tissus cérébraux, avec en particulier une augmentation significative des taux de SOD1 dans le lobe temporal, le lobe pariétal et le lobe occipital des sujets.
1. 1 2 3  GRCh38: Ensembl release 89: ENSG00000142168 - Ensembl, May 2017
2. 1 2 3  GRCm38: Ensembl release 89: ENSMUSG00000022982 - Ensembl, May 2017
3. ↑  « Publications PubMed pour l'Homme », sur National Center for Biotechnology Information, U.S. National Library of Medicine
4. ↑  « Publications PubMed pour la Souris », sur National Center for Biotechnology Information, U.S. National Library of Medicine
5. 1 2 3  Gerald Litwack, Human biochemistry, Elsevier/Academic Press, 2018 (ISBN 978-0-12-383864-3, OCLC on1031214027, lire en ligne)
6. ↑  Elis Cristina Araujo Eleutherio, Rayne Stfhany Silva Magalhães, Aline de Araújo Brasil et José Raphael Monteiro Neto, « SOD1, more than just an antioxidant », Archives of Biochemistry and Biophysics, vol. 697,‎ 15 janvier 2021, p. 108701 (ISSN 0003-9861, DOI 10.1016/j.abb.2020.108701, lire en ligne, consulté le 5 octobre 2024)
7. ↑  (en) Chi Kwan Tsang, Yuan Liu, Janice Thomas et Yanjie Zhang, « Superoxide dismutase 1 acts as a nuclear transcription factor to regulate oxidative stress resistance », Nature Communications, vol. 5, no 1,‎ 19 mars 2014, p. 3446 (ISSN 2041-1723, DOI 10.1038/ncomms4446, lire en ligne, consulté le 5 octobre 2024)
8. ↑  T. Gulesserian, R. Seidl, R. Hardmeier et N. Cairns, « Superoxide dismutase SOD1, encoded on chromosome 21, but not SOD2 is overexpressed in brains of patients with Down syndrome », Journal of Investigative Medicine: The Official Publication of the American Federation for Clinical Research, vol. 49, no 1,‎ janvier 2001, p. 41–46 (ISSN 1081-5589, PMID 11217146, DOI 10.2310/6650.2001.34089, lire en ligne, consulté le 5 octobre 2024)